# Ameles decolor
La mantis enana mediterránea o simplemente mantis enana (Ameles decolor) es una especie de mantis religiosa pequeña nativa del Mediterráneo occidental y África del Norte. A. decolor fue descrito por primera vez por el entomólogo Domenico Cyrillo en 1787, y su clasificación actual fue establecida en 1976 por Karl Harz y Alfred Peter Kaltenbach. A. decolor se presenta como una mantis pequeña de color marrón claro y las hembras tienden a parecer más grandes que sus homólogos masculinos. Los patrones de apareamiento de A. decolor se consideran algunas de las más complejas entre las mantis religiosas, y los machos presentan dos estilos diferentes de cortejo. Su hábitat favorece los matorrales, los pastizales y las zonas boscosas.

## Taxonomía
A. decolor es una especie de mantis religiosa dentro de la familia Amelinae. A. decolor fue descrito por primera vez como Mantis abjecta por el entomólogo Domenico Cyrillo en 1787, pero esta clasificación no fue reconocida formalmente. En 1825, Toussaint de Charpentier clasificó formalmente la especie como Mantis decolor. En 1849, Pierre-Hippolyte Lucas reclasificó la especie como Harpax decolor, y en 1976, los entomólogos alemanes Karl Harz y Alfred Peter Kaltenbach reclasificaron la especie nuevamente como Ameles decolor. Desde entonces, los entomólogos Paolo Fontana, Reinhard Ehrmann y Barbara Agabiti han defendido esta clasificación.

## Descripción

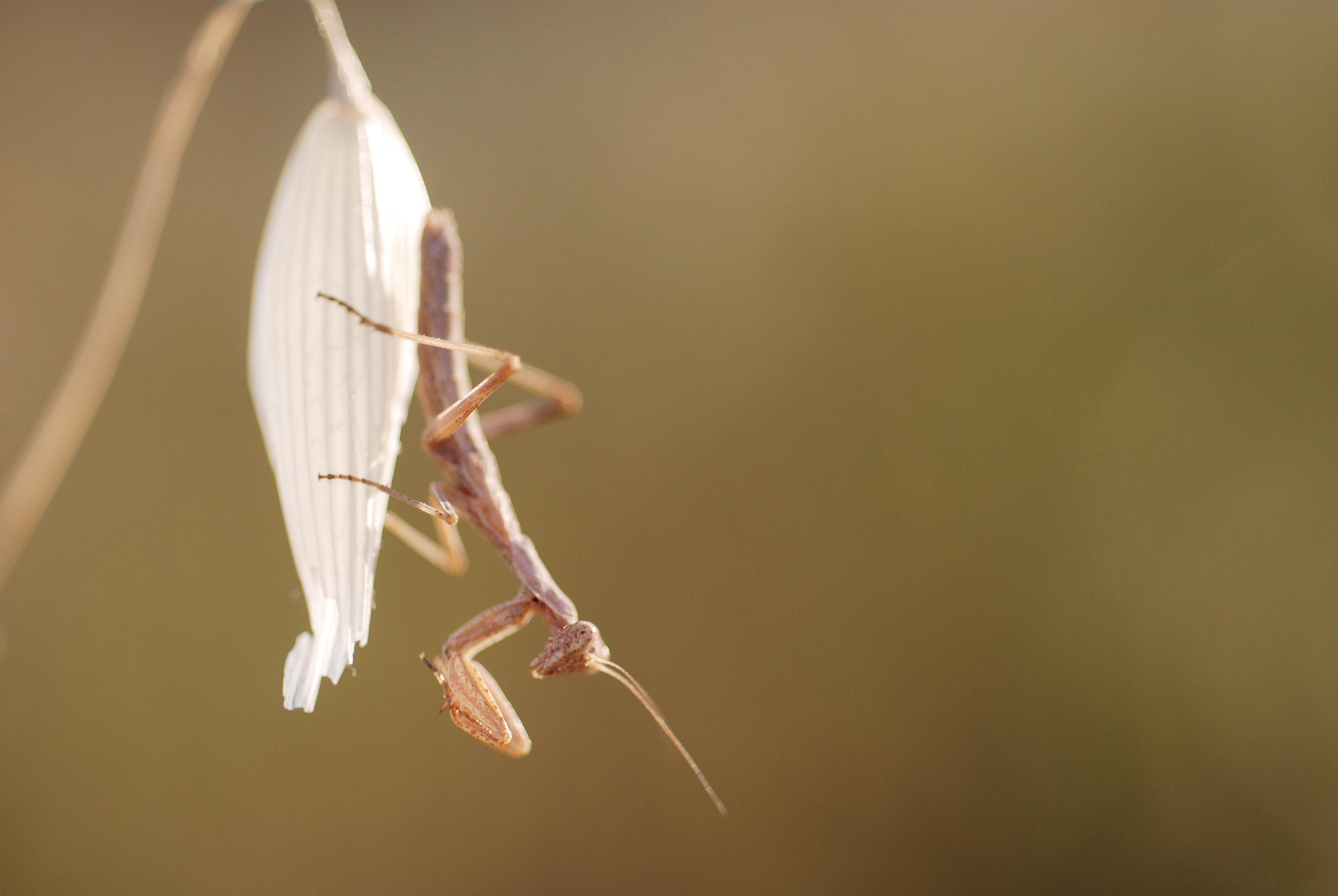
Un estado larvario de A. decolorar colgando de una flor en Bélgica.

A. decolor se considera una pequeña mantis religiosa. Los machos miden desde 18 milímetros (0,7 plg) a 27 milímetros (1,1 plg) y las hembras son un poco más grandes, midiendo 19 milímetros (0,7 plg) a 28 milímetros (1,1 plg). El pronoto (protórax) es delgado y el abdomen es cilíndrico. Los ojos y el cuerpo son de color ocre y los ojos a veces presentan un tubérculo en su extremo apical. Tanto los machos como las hembras comparten un ancho de cabeza y una estructura de ojos similares, con la principal diferencia de que los ojos de las hembras están inclinados hacia arriba. La tegmina (alas delanteras coriáceas) de los machos se extiende más allá de la placa subgenital y presenta una raya blanca estrecha. Las alas delanteras de las hembras solo se extienden hasta el extremo distal del uroterguito, lo que hace que sus alas sean sustancialmente más cortas que las de los machos. A lo largo del tórax, los machos tienen pelo del que carecen las hembras. Del mismo modo, las patas traseras y medias de los machos tienen pelos densos, mientras que las piernas de las hembras solo tienen un poco de pelo. Las hembras presentan fémur y tibias más largos, y sus patas anteriores son significativamente más grandes. El abdomen de los machos es cilíndrico con amplios uroesternitos. Los machos también presentan genitales externos. El abdomen de las hembras es más largo y estrecho que el de los machos.
A. decolor se confunde a menudo con Ameles heldreichi; estas especies se diferencian por los ojos y los genitales más redondos de A.heldreichi. A. decolor también es similar a Ameles massai y se diferencia por su tegmin más largo, pronoto más corto y forma genital diferente.

## Ciclo vital

### Apareamiento
El comportamiento de cortejo de A. decolor es considerado uno de los más complejos dentro del orden de las mantis. Al aparearse, los machos comienzan con un patrón de movimientos abdominales mientras realizan un «boxeo» lateral (movimiento de lado a lado) con sus patas protorácicas. A. decolor también realiza una serie de movimientos de estampación con sus patas metatorácicas, aunque se desconoce si estos movimientos están relacionados con el comportamiento de cortejo o si ocurren de manera incidental. Componentes individuales del ritual de A. decolor han sido observados en Tenodera aridifolia sinensis y Oxypilus hamatus durante sus rituales de apareamiento. Se ha observado que Tenodera aridifolia participa en un ritual de apareamiento similar, lo que indica tanto un ancestro común como que el comportamiento se originó cuando los ancestros de las especies divergieron. Se ha observado a las hembras realizando exhibiciones deimáticas (sobresalto) durante el cortejo.
Los machos siguen dos enfoques separados cuando cortejan a las hembras. El primer enfoque, el «enfoque vigoroso», implica una rotación rápida de las patas delanteras y una flexión amplia del abdomen. El segundo enfoque, el «enfoque tímido», implica moverse lentamente hacia una hembra con oscilaciones lentas de lado a lado en las patas delanteras. Este acercamiento tímido se ha observado en otras especies de mantis. Se ha teorizado que, dado que las mantis observan objetos lentos a mayor distancia, los machos pueden adoptar un comportamiento «tímido» como una forma de evitar la depredación de las hembras más grandes. Durante su acercamiento, los machos golpean el suelo para indicar el deseo de aparearse, y una vez que han cerrado la distancia, los machos extienden sus patas delanteras y se agrandan. Esto desalienta un ataque de la hembra. Se ha observado canibalismo sexual en la especie pero solo antes del inicio de los rituales de cortejo, lo que indica que el cortejo disminuye significativamente el riesgo de que los machos sean consumidos. El canibalismo fuera de los encuentros sexuales también se ha observado en A. decolorar. Al aparearse, el macho da un salto volador sobre la espalda de la hembra, realizando movimientos de apareamiento similares a los que se observan en Tenodera aridifolia. Durante el apareamiento, los machos a menudo tocan las antenas para calmar a la hembra y otros machos pueden intentar desacoplar las parejas de apareamiento y aparearse con la hembra.

### Etapas del ciclo de vida
Las masas de huevos siempre se encuentran depositadas bajo piedras. Una vez eclosionada, A. decolor sufre una metamorfosis incompleta, comenzando con etapas de ninfa que son comúnmente braquípteros (alas cortas). Las hembras siguen siendo braquípteras durante toda su vida, mientras que los machos desarrollan alas completas. A. decolor generalmente alcanza la edad adulta alrededor de julio y sobrevive hasta octubre.

## Distribución

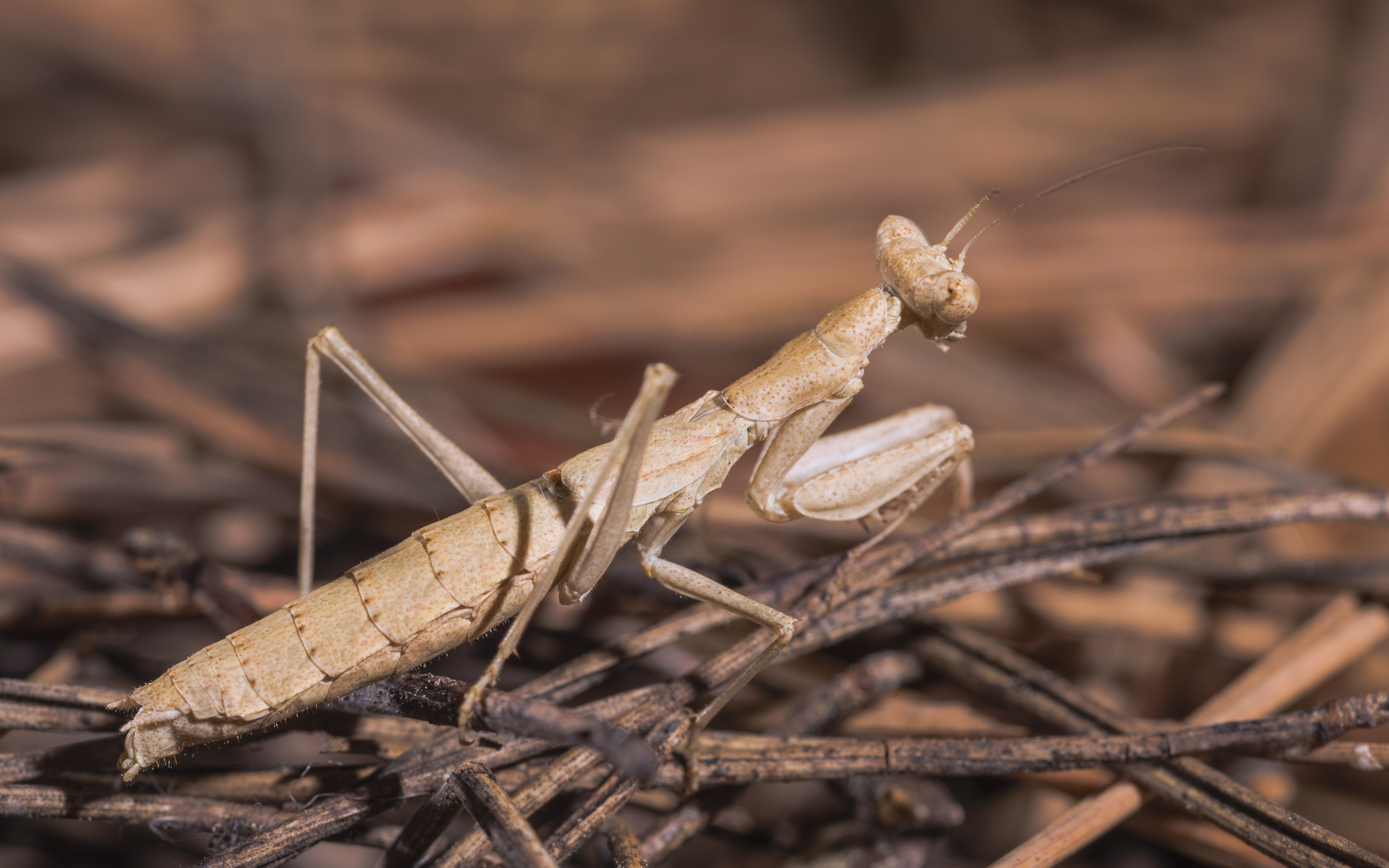
Una hembra inmadura de Ameles decolor.

### Rango
A. decolor es nativa de la cuenca mediterránea y puede extenderse desde el centro de Europa hasta el norte de África. Concretamente, A. decolor es nativo de Albania, Argelia, Grecia, Italia (incluida Cerdeña), Libia, Montenegro, Macedonia, España, Francia, Serbia, Sicilia, Túnez y las Islas Jónicas. Las estimaciones de la Unión Internacional para la Conservación de la Naturaleza sitúan el rango nativo total mínimo de A. decolorarse aproximadamente a los 870 000 km2 (335 909 mi2). En 2018, se confirmó que A. decolor era originario de las regiones costeras de Eslovenia y Croacia, específicamente a lo largo del río Dragonja. Todavía se debate si A. decolor es nativo de las islas de Malta, ya que solo hay dos relatos de su presencia dentro del archipiélago.

### Hábitat
A. decolor se encuentra más comúnmente en vegetación herbácea y áreas boscosas que incluyen: pastizales, campos áridos, matorrales de maquis y matorrales de garrigas.

## Evolución
Se ha propuesto que A. decolorar, A. heldreichi, A. dumonti, A. aegyptiaca y A. syriensis todos surgieron en la región que rodea el Mar Adriático, con A. decolorar y A. decolorar evolucionando antes del Terciario. A raíz de esto, A. decolor emigró al oeste, probablemente durante el Plioceno, llegando hasta España. En el Mioceno, la regresión marina dentro del Mediterráneo permitió a A. decolorarse para emigrar a Sicilia.
El siguiente cladograma muestra la posición filogenética de A. decolorar entre miembros selectos del género Ameles, basado en la comparación de 21 características morfológicas en todo el género Ameles.
|  | A. syriensis  |
|  |               |
|  | A. aegyptiaca |
|  |               |

|  | \| \| A. dumonti \| \| \| \| \| \| A. heldreichi \| \| \| \| |
|  |                                                              |
|  | A. decolor                                                   |
|  |                                                              |
|  | A. dumonti                                                   |
|  |                                                              |
|  | A. heldreichi                                                |
|  |                                                              |

|  | A. dumonti    |
|  |               |
|  | A. heldreichi |
|  |               |

|  | A. syriensis  |
|  |               |
|  | A. aegyptiaca |
|  |               |

|  | \| \| A. dumonti \| \| \| \| \| \| A. heldreichi \| \| \| \| |
|  |                                                              |
|  | A. decolor                                                   |
|  |                                                              |
|  | A. dumonti                                                   |
|  |                                                              |
|  | A. heldreichi                                                |
|  |                                                              |

|  | A. dumonti    |
|  |               |
|  | A. heldreichi |
|  |               |

|  | A. syriensis  |
|  |               |
|  | A. aegyptiaca |
|  |               |

|  | \| \| A. dumonti \| \| \| \| \| \| A. heldreichi \| \| \| \| |
|  |                                                              |
|  | A. decolor                                                   |
|  |                                                              |
|  | A. dumonti                                                   |
|  |                                                              |
|  | A. heldreichi                                                |
|  |                                                              |

|  | A. dumonti    |
|  |               |
|  | A. heldreichi |
|  |               |

|  | A. syriensis  |
|  |               |
|  | A. aegyptiaca |
|  |               |

|  | \| \| A. dumonti \| \| \| \| \| \| A. heldreichi \| \| \| \| |
|  |                                                              |
|  | A. decolor                                                   |
|  |                                                              |
|  | A. dumonti                                                   |
|  |                                                              |
|  | A. heldreichi                                                |
|  |                                                              |

|  | A. dumonti    |
|  |               |
|  | A. heldreichi |
|  |               |

|  | A. syriensis  |
|  |               |
|  | A. aegyptiaca |
|  |               |

|  | \| \| A. dumonti \| \| \| \| \| \| A. heldreichi \| \| \| \| |
|  |                                                              |
|  | A. decolor                                                   |
|  |                                                              |
|  | A. dumonti                                                   |
|  |                                                              |
|  | A. heldreichi                                                |
|  |                                                              |

|  | A. dumonti    |
|  |               |
|  | A. heldreichi |
|  |               |

|  | A. syriensis  |
|  |               |
|  | A. aegyptiaca |
|  |               |

|  | \| \| A. dumonti \| \| \| \| \| \| A. heldreichi \| \| \| \| |
|  |                                                              |
|  | A. decolor                                                   |
|  |                                                              |
|  | A. dumonti                                                   |
|  |                                                              |
|  | A. heldreichi                                                |
|  |                                                              |

|  | A. dumonti    |
|  |               |
|  | A. heldreichi |
|  |               |

|  | A. syriensis  |
|  |               |
|  | A. aegyptiaca |
|  |               |

|  | \| \| A. dumonti \| \| \| \| \| \| A. heldreichi \| \| \| \| |
|  |                                                              |
|  | A. decolor                                                   |
|  |                                                              |
|  | A. dumonti                                                   |
|  |                                                              |
|  | A. heldreichi                                                |
|  |                                                              |

|  | A. dumonti    |
|  |               |
|  | A. heldreichi |
|  |               |

|  | A. syriensis  |
|  |               |
|  | A. aegyptiaca |
|  |               |

|  | \| \| A. dumonti \| \| \| \| \| \| A. heldreichi \| \| \| \| |
|  |                                                              |
|  | A. decolor                                                   |
|  |                                                              |
|  | A. dumonti                                                   |
|  |                                                              |
|  | A. heldreichi                                                |
|  |                                                              |

|  | A. dumonti    |
|  |               |
|  | A. heldreichi |
|  |               |